# Bergsfjorden (Senja)
 For alternative betydninger, se Bergsfjorden. (Se også artikler, som begynder med Bergsfjorden)
Bergsfjorden er en ca. 15 kilometer lang fjord på den ydre del af øen Senja i Troms og Finnmark fylke  i Norge. Hele fjorden ligger Berg kommune. Bergsfjorden har sit udløb til Norskehavet i nordvest og går  i sydøstlig retning mellem landtungen domineret af Husfjellet mod nordøst og de talrige Bergsøyan mod sydvest. Ved Flatneset drejer hovedfjordarmen mod øst og kaldes videre indover Nordfjorden og inderst Bergsbotn. Ved Flatneset fortsætter en fjordarm mod syd, som forgrener sig i Lavollsfjorden og indløbet til den 6 kilometer lange Straumsbotn.
Fjorden er præget af et mere åbent landskab end mange af de andre fjorde på ydersiden af Senja, og dette gælder særlig for den ydre del af fjorden. Bergsfjorden har desuden en meget ørig skærgård, der kaldes Bergsøyan (Bergsøerne), og de største øerne er Ertnøya, Store Færøya og Kjøpmannsøya.
Langs nordsiden går fylkesvej 862 og fylkesvej 251 (Troms), og her ligger bygderne Bergsbotn, Skaland (som er kommunecenter i Berg), og Bøvær. Bøvær har en meget fin sandstrand. I syd går fylkesvej 86 gennem bygderne Straumsnes, Finnsæter og Hamn. Den sydlige del af Berg, som ligger omkring  Bergsfjorden og Straumsbotn, havde i 2007 i alt 370 indbyggere, eller omkring  ca. 40 % af kommunens befolkning.
Frem til Skalandtunnelen og riksvei 864 (nu del af fylkesvej 862) åbnede i 1987, var der færgeforbindelse over Bergsfjorden, mellem Straumsnes og Skaland.